# 海の文化資料館
うるま市立海の文化資料館（うるましりつうみのぶんかしりょうかん）は沖縄県うるま市にある公立博物館で、うるま市教育委員会が管理・運営する。略称・海文（うみぶん）。

## 概要
海の文化資料館は「うるま市文化財保護条例第２条に定める文化財及びうるま市並びにその周辺地域にまつわる歴史民俗に関する資料を収集、研究、保存、展示し、市民の知識及び教養の向上を図り、市民文化の発展に寄与する」ことを目的とした資料館である（うるま市立資料館条例第1条）。
平成の大合併に伴い2市2町が合併したうるま市には、石川歴史民俗資料館、与那城歴史民俗資料館、海の文化資料館の３施設がある（うるま市立資料館条例第2条）。
海の文化資料館は小さな施設であるが、年間約4万人の入館者数がある。開館当初は入館者が極度に激減し、非常に厳しい状況であったが、沖縄県内で唯一、木造船と船大工等の資料を展示し、独自の教育活動とその地域還元から入館者数を増やし現在に至っている。

## 展示
うるま市指定無形民俗文化財の船大工の越来治喜が製作したマーラン船も展示している。

## 併設
海の駅あやはし館と併設している。1階は土産品販売及びレストラン。2階がうるま市立海の文化資料館となっている。

## 沿革
資料館の周辺にある干潟の砂を活かしたシーアートフェスティバル（砂の芸術大会）を開いたり、海皇紀を模した船の模型のレース大会（王海走）を開催したりしている。また、資料館スタッフが干潟で謎の肉塊、いわゆるUMAを発見したとしている。そのUMAはビートたけしの特番で放送された。